# Trännö
Trännö är en ö i Sankt Anna socken/Sankt Anna skärgård i Söderköpings kommun, drygt 2 kilometer väster om Djursö. Ön har en yta av 98 hektar.
Ett skärgårdshemman fanns på Trännö redan i början av 1600-talet. Under pesthärjningarna 1710–1711 omkom 32 personer på ön i epidemin. Det finns en pestkyrkogård i närheten Flöjsundet, omnämnd som kolerakyrkogård enligt Riksantikvarieämbetet. I slutet av 1800-talet fick Trännö ångbåtsförbindelse med Söderköping och 1900 bodde 61 personer på ön. Särskilt i slutet av 1900-talet minskade dock befolkningen snabbt och 1998 fanns 3 fastboende på ön. Senare har det ökat något, 2012 fanns 10 fastboende på Trännö.
Fåglar och däggdjur har lånat sina namn åt Trännö (Tranan 1544), som är sammansatt av trana och ett önamnselement  -arn "sandbanken e.d.
Trännö rote i Sankt Anna socken bestod under 1700-talet av följande öar: Trännö, Djursö, Ramsö, Wrångö, Risö, Äspholm, Klåvöja och Aspöja. Trännö var rotens huvudö.

## Natur
Trännö har en del blandskog men också mycket kvarvarande öppet landskap. Det finns gott om gullvivor och man kan även finna orkidéer som till exempel Adam och Eva. På ön finns rådjur, räv och en och annan förbipasserande älg.

## Etymologi
Trännö; Namnet saknar fornsvenska belägg men skrivs i kamerala akter på 1500-talet äldst Tranærna (1535). tranerna (1543). Tranarna (1544). Tranana )1545). Trananer (1566-67). Tranarna (1580). Trännerrma (1595) Trännerna (1620). Trännö (1642). Tränne (1666). Trännöö (1697). Trännö (1715-1878)
"1543 upptar ett helt kronohmn. Byn är uppkallad efter ön Trännö. Namnet är ursprungligen av fågelnamnet trana och pluralformen arna(r) av ett som senare led i talrika namn i Mälaren och  Svealands kust ingående fsv appellativ cerin (dat arne) m 'äril, härd', motsv fvn arinn, sv dial am, ärn 'ugnsbotten, äril'; se närmare Hj Lindroth i Fornv 9 (1914) s 125 ff samt E Abrahamson, Västsv ordstudier (1936) s 160 ff. Enligt Hellberg 1979 s 125 f skulle ordet i skärgårdsnamnen ha åsyftat grusbankar, revlar o likn, en betydelse som skulle passa in på Trännö, där marken till stor del består av morängrus". 

## Historia
1535 - Betalas hjälpskatten, Gärder och hjälper. Dessa Kamerala akter är de äldsta dokument som omnämner Tranærna och som bekräftar befolkning på Trännö.
1537 - Föds Kung Johan III på Stegeborgs slott och växer upp där. Trännö ingår i Stegeborgs och kronans ägo och öns brukare är därmed cronobönder fram till år 1587.
1542 - I ett kungligt brev av Gustav Vasa, utfärdat på Stegeborg 4 oktober. upphöjs Sankt Anna till egen församling med rätt till egen kyrkherre. I flera skrivelser till Gustaf Wasa krävde skärkarlarna att få egen präst och bli egen församling. Under Dackeupproret skrev kungen upprepade gånger till dem att förbli lojala, när upproret ryckt med sig socknarna ända upp till Gryt. I det läget var kungen snabb att bevilja Sankt Anna-bornas krav.
1543 - Nils Dackes folkresning nådde som längst 1543. Stegeborg låg då i frontlinjen och blev för en tid kvarter för kungen Gustav Vasa. Denne hade regerat i 20 år men föga intresserat sig för Stegeborg. När Dackes uppror var kväst, 400 av Dackes 1000 män ”sköts ihjäl så som kråkor”.
1569–1592 Johan III kung i Sverige.
1585 - Johan III utfärdade detta år ett brev, i vilket kronans landbor erbjöds att köpa bördsrätten till de hemman de bebodde.
1587 - Bördsrättsköp genomförs och  "Måns i Trännö" betalar 16 daler till kronan under Kung Johan III tid.
1598 - Slaget vid Stegeborg. Närmare 200 hundra krigsfartyg drabbade samman i Trännöfjärden och hela vägen i till Stegeborg.
1644 - Bonderiksdagsman Bengt Vastesson (född senast 1600, död cirka 1651), fullmakt till riksdagen 1644 för "dhenne wår medbroder ehrlig och beskedligh danneman Bengt Wastesson i Trännö vthi Skiellwijkz Sochn".
1650 - kartritning. Konungen sände lantmätare Johan de Rogier (1600–1684) som gjorde kartritning över Trännö detta år. Lantmätare som upprättade bland annat två innehållsrika landskapskartor över Östergötland.
1710–1711 - Pesten härjade i Skärgården och enligt litterära uppgifter sägs 32 personer omkommit på ön Trännö, något som är tveksamt om man utgår från befolkningsuppgifterna. Men på Trännö finns en pestkyrkogård, och det är mycket möjligt att man begravde människor där även ifrån omkringliggande öar.
1718–1719 - Rysshärjningarna Det bränndes och plundrades i Sank Annas skärgård av ryssarna. Vårdkasarna tändes på fastlandet och Fyrholmen.
1795– Husförhör. Husförhörslängderna upptas ända fram till år 1899, från S.t Anna kyrkoarkiv.
1842–1919 Den ambulerade skolan hålls på Trännö från samma år folkskolan infördes i Sverige 1842. Någon riktig skolbyggnad uppfördes aldrig.
1850 - Laga skiftet.  Ur protokoll "År 1850 Juni den 3:dje, efter förutgången i laga ordning uppläst kungörelse samt utfärdade kallelser, höll undertecknad Landtmätare samaträde ut i Trännö By 1(...) för att, på grund af här nedan intagne förordnande, verkställa Laga skifte å egorna till denna samfällighet;"
1875 - Enligt Anteckningar detta år, Citerar Carl F, Nordenskjöld  " enligt en tradition i trakten skulle en konung som kommit ridande från Trännö med sitt följe och spisat middag där landstigit vid en udde i sydöster, som ännu i den dag i dag är kallad kung-Helsudden"
I efterforskning om vilken konung, bakgrund och händelse det rör sig om, har bland annat Dick Harrison på Lunds universitet uttalat sig (2015-03-26)
"Jag har ingen aning, och jag misstänker att ingen annan kommer att ha det heller. Den här typen av skrönor är vanliga i Sverige, och de kan nästan aldrig knytas till en egentligen händelse. Den kung som ofta brukar pekas ut (felaktigt) är Karl XI, eftersom det finns massor av falska rykten om att han skall ha farit land och rike runt för att se till att allt gick rätt till. Men eftersom hans namn inte förekommer i det här fallet lär det knappast ha varit honom historien ursprungligen handlade om.
Vi kan dock lugnt utgå från att historien hänför sig till perioden mellan 1500- och 1700-talet; folkminnet sträckte sig inte längre tillbaka än så."
1981 - Lördagen den 19 Juli Uppfördes stenhögen på Djursöberg. Genom gemenskap på ön med aktivitet och fika. Deltagarna bär varsin sten upp. Ännu obekräftade uppgifter ska det ha Dessförinnan på platsen funnits en markering eller ställning i trä på toppen av Djursöberg, Sägs ha vart uppfört i militärt regi. enligt lokal sägnen för att Militärt flyg skulle kunna lokalisera. (Tacksam för info och rättelse av den som vet?) 
2007 - Trännööarnas intresseförening grundades och hade sitt första möte. [källa behövs]
2013 - Fibernätet. Söderköpings kommun började projektet att dra fiber ut i landsbygden, däribland Trännö. Det har i dagsläget (2018) inte nått fram till Trännö.
2018 - Det fasta telefonnätet till fastlandet klipps i december 2018.

### Befolkningsutveckling
| Befolkningsutvecklingen i Trännö 1615–2005 | Befolkningsutvecklingen i Trännö 1615–2005 | Befolkningsutvecklingen i Trännö 1615–2005 | Befolkningsutvecklingen i Trännö 1615–2005 | Befolkningsutvecklingen i Trännö 1615–2005 |
| ------------------------------------------ | ------------------------------------------ | ------------------------------------------ | ------------------------------------------ | ------------------------------------------ |
|                                            |                                            |                                            |                                            |                                            |
| År                                         |                                            |                                            | Folkmängd                                  |                                            |
| 2005                                       | 2005                                       |                                            | 6                                          |                                            |
| 1998                                       | 1998                                       |                                            | 3                                          |                                            |
| 1900                                       | 1900                                       |                                            | 64                                         |                                            |
| 1860                                       | 1860                                       |                                            | 46                                         |                                            |
| 1830                                       | 1830                                       |                                            | 28                                         |                                            |
| 1785                                       | 1785                                       |                                            | 15                                         |                                            |
| 1740                                       | 1740                                       |                                            | 13                                         |                                            |
| 1703                                       | 1703                                       |                                            | 7                                          |                                            |
| 1693                                       | 1693                                       |                                            | 6                                          |                                            |
| 1669                                       | 1669                                       |                                            | 6                                          |                                            |
| 1649                                       | 1649                                       |                                            | 2                                          |                                            |
| 1615                                       | 1615                                       |                                            | 4                                          |                                            |
|                                            |                                            |                                            |                                            |                                            |

## Skolan på Trännö
Skola har funnits på Trännö sedan folkskolan infördes 1842 och fram till 1919. Det krävs minst 5 barn för att undervisning ska ske på Trännö. På Trännö fanns många barn och det kunde bli trångt i det rum som lånats till skolan. Kring 1910 var elevantalet inte längre så stort, därför kunde skolan somliga år ställas in. På Trännö fanns inget särskilt skolhus, utan den ambulerade skolan har hållits i tre olika hushåll på Trännö, kanske fler. Det hölls skola på Brusudden (tidigare kallad Sandudden), hos Eklöfsgården och i Judith Andersson stuga. Kanske också i Östermans hus. Där stod nämligen skolbänkarna uppställda 1939. Kring 1910 var elevantalet inte så stort.

### Arkivdokument
- Östergötlands Minnesmärken inom Hammarkinds Härad upptecknade of Carl F, Nordenskjöld. 1875. Finns i Riksantikvarieämbetets arkiv/ATA. ingår i Ämbetsarkiv 2.
- Laga skifte, Lantmäteriet.....
- Bördsrättsköpen "Strödda räkenskaper och handlingar t o m 1630 Handlingar angående bördsrättsköpen under Johan III. " På Riksarkivet.
- HusförhörKyrkoarkivet, S:t Annas kyrkoarkiv i Riksarkivet
- Mantalslängder, Sankt Anna 1642-1820 I Riksarkivet
- Jordeböcker 1631-1749 i Riksarkivet

### Webbsidor
- http://www.tranno.se/
- https://app.raa.se/open/fornsok/lamning/a9af9183-e298-4669-830b-abfefb171908